# Langaha madagascariensis
La serpiente cabeza de hoja (Langaha madagascariensis) es una especie de serpiente de la familia Lamprophiidae, es endémica de Madagascar, se encuentra en bosques secos y bosques tropicales. Su hábitat son las ramas bajas de los árboles de 1,5 a 2 metros sobre el suelo, donde acecha a sus presas.

## Descripción
Alcanza un metro de longitud. Es de hábitos arborícolas, tiene una cabeza alargada con una pequeña extensión o apéndice en la mandíbula superior, presenta dimorfismo sexual. Los machos tienen una coloración marrón en la parte dorsal y amarillo en la parte ventral y el apéndice alargado en forma cónica, mientras que las hembras presentan coloraciones grises y manchas con tonos marrones y su apéndice aplanado en forma de hoja. Dicha característica provocó que antes se pensara que los machos y las hembras fueran especies diferentes.[cita requerida] No se conoce la función o utilidad de este apéndice, además de ayudar al camuflaje de la especie; siendo confundidas con ramas y así pasar desapercibidas por sus depredadores.
Durante la mayor parte del tiempo, caza esperando y emboscando a sus presas. A menudo se las ve colgando de una rama apuntando hacia abajo con la cabeza. Las presas incluyen lagartos arborícolas y terrestres como geckos y también ranas. Hay gente que tiene a estas serpientes como mascotas, pero no es común verla en comercio ya que su alimento es muy costoso.

## Veneno
Presenta colmillos y glándulas de veneno, y aunque la mordedura es dolorosa para al ser humano, no es mortal. No es un animal agresivo y prefiere escapar cuando se ve amenazado.
Estas serpientes son ovíparas, las hembras ponen entre 5 y 11 huevos. Se sabe de hembras que han puesto huevos en cautiverio.

## Distribución geográfica y hábitat
Esta serpiente es endémica de Madagascar. Se encuentra en las elevaciones más bajas en gran parte de la isla, pero es más común en el norte. La Extensión estimada de la serpiente es de 83.387 kilómetros ² . L. madagascariensis habita bosques húmedo y secos de baja elevación , y a menudo se encuentra activo en árboles a alturas de aproximadamente 1,5 m.

## Conservación
No hay información sobre la población de esta especie. Sin embargo, debido a la presión humana en curso sobre bosques de tierras bajas a lo largo de Madagascar, la población se presume que está en declive. Ya que esta especie es la más extendida en el norte de Madagascar, y aunque aún conserva grandes extensiones de bosque intacto, no está claro si la población está fragmentada. Sin embargo la especie está bien representada en las reservas, que se producen en los Parques Nacionales de Ankarafantsika, Mandena, Tampolo, Lokobe y Ambatotsirongorongo. La investigación es necesaria para verificar las tendencias de población y para establecer la sensibilidad de esta especie de degradación de los bosques como resultado de las actividades de tala.